# Aktinidiaväxter
Aktinidiaväxter (Actinidiaceae) är en växtfamilj med tre släkten och 355 arter. Familjens medlemmar är framför allt utbredda i subtropiska Asien, men medlemmar förekommer även i Australien och Amerika.